# Jikharra
Jikharra ou Jikharrah (arabe : إجخرة) est une oasis et une ville située au nord-est de la Libye.

## Géographie
Jikharra est située en Cyrénaïque, à une trentaine de kilomètres au nord-est de l'oasis d'Awjila et à environ vingt-cinq kilomètres au nord-nord-est de l'oasis de Jalo.

## Climat
Jikharra possède un climat désertique chaud (classification de Köppen BWh) ; la température moyenne annuelle est de 22,3 °C. Au cours de l'année, il n'y a pratiquement aucune précipitation ; la moyenne des précipitations annuelles est de 14 mm,.